# 東希伯倫 (新罕布什爾州)
東希伯倫（英語：East Hebron）是位於美國新罕布什爾州格拉夫頓縣的非建制地區。

## 歷史
東希伯倫的郵局於1868年設立，其後於2002年停運。

## 地理
東希伯倫所處的海拔為高於海平面201米（即659英呎），而該地所採用的時區為UTC-5，即北美东部时区（EST）。同時該地設有夏令時間，為UTC-5調快一小時，即UTC-4（EDT）。